# Konja jezici
Konja jezici, malena skupina nigersko-kongoanskih jezika koja čini jednu od četiri podskupine mambila-konja iz Kameruna. 
Obuhvaća (2) jezika od kojih je značajniji kwanja ili konja [knp], po kojoj dobiva ime, a govori ga oko 20,000 ljudi (1991 UBS), među kojima i pripadnici etničke grupe Twendi, koji žive po njihovim selima; Drugi jezik twendi [twn], gotovo je nestao i njime se služi 30 osoba (2000 B. Connell) od 1.000 ili manje etničkih (1991 SIL). Twendi svoj jezik nazivaju cambap

## Vanjske poveznice
- Ethnologue (14th)
- Ethnologue (15th)